# ボフォース57mm砲

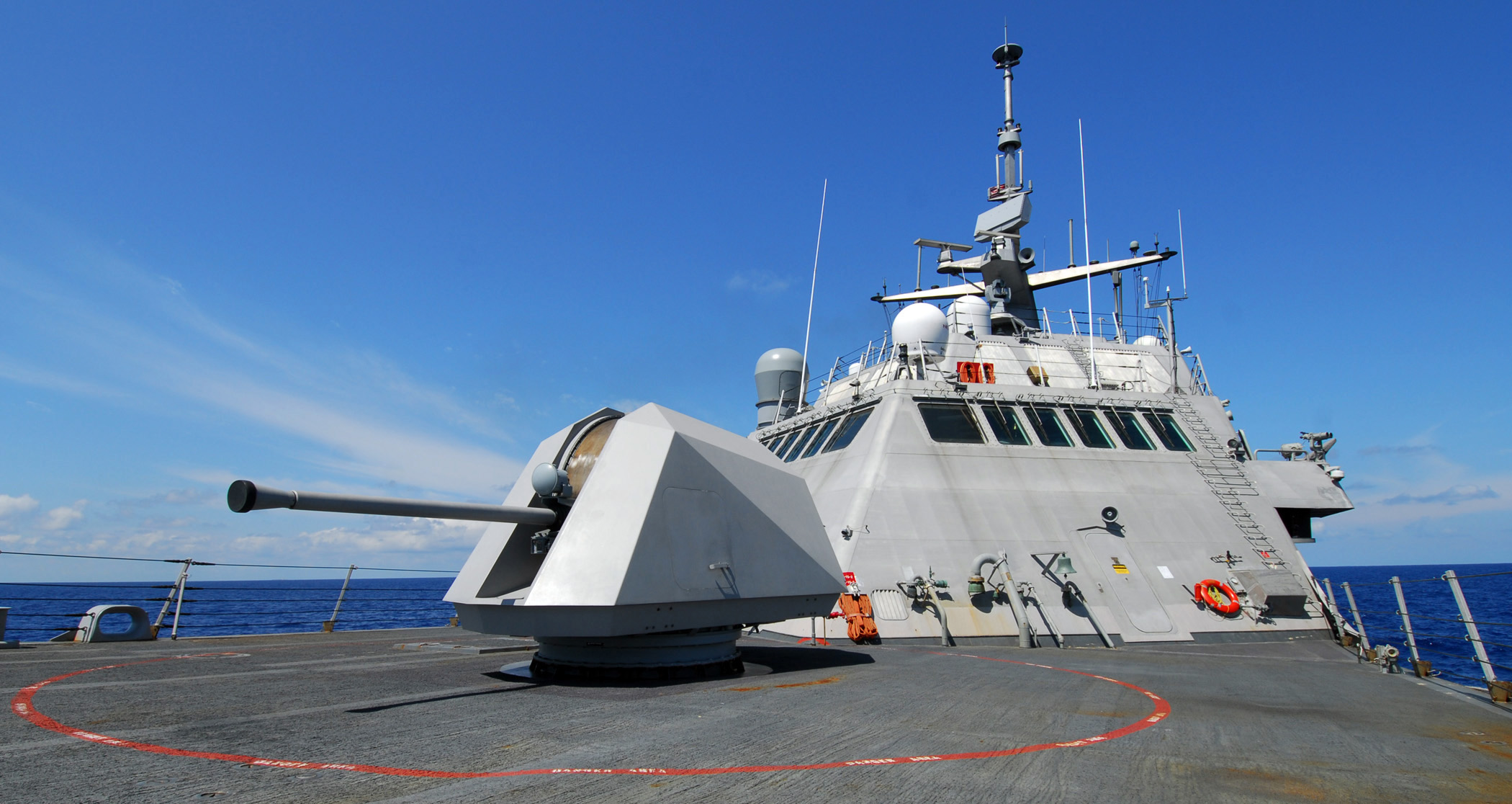
Mk.110 CIGS（Mk 3のアメリカ軍仕様）

ボフォース 57mm砲は、ボフォース社が開発した速射砲。特に70口径長モデルは対艦・対空両用の優れた艦砲として知られており、Mk 1からMk 3までの各型が開発されて、2014年現在、14カ国で35艦級が搭載している。

## 航空機関砲
ボフォース社は第二次世界大戦中より57mm砲の開発作業を開始していたが、製品化されたのは大戦後のことであり、端緒となったのは航空機関砲という特殊な形態でのことだった。
砲身は48口径長、使用弾薬は57×230mmRで、給弾は41発入りの弾倉によって行われる。閉鎖機構はボフォースが伝統的に採用してきた垂直鎖栓式、自動機構は反動利用式で、後座長は7センチで、反動は液体封入ダンパーによって減衰される。発射速度は100-180発/分。
スウェーデン空軍でm/47として装備化され、サーブ 18の雷撃機仕様（T 18B）にのみ搭載されている。

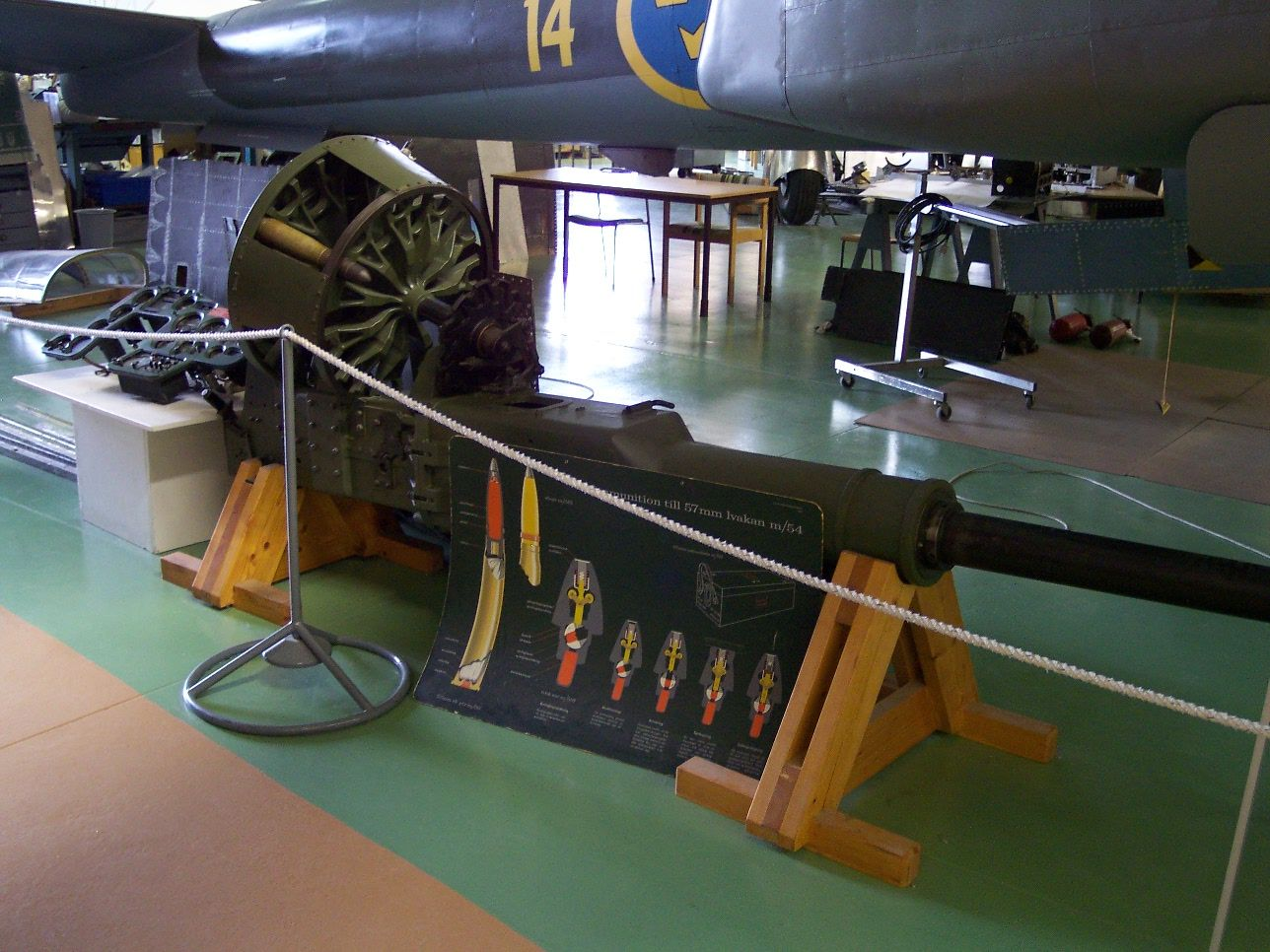
スウェーデン空軍博物館に展示されたm/47
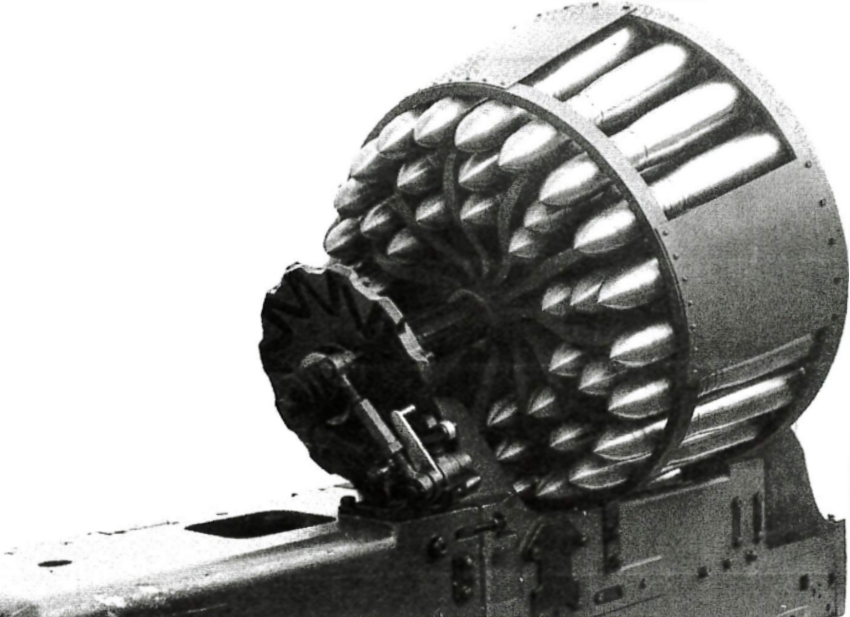
弾倉部

## 60口径長モデル
ボフォース 60口径40mm機関砲は、第二次世界大戦において広く対空砲として活躍したが、その結果、戦後には各国とも余剰の在庫を抱えており、ボフォース社が新造したとしても買い手がない状況だった。しかしボフォース社は、大戦末期のジェット機の登場によって既存の砲は今後急速に陳腐化していくと判断、将来の経空脅威にも対処可能な新型対空兵器のニーズが発生すると予測して、開発に着手した。
検討の結果、口径を拡大する方法と、口径は40mmのままで改良を加える方法とが有望であると考えられ、後者の手法を採択したものとしては70口径40mm機関砲が開発された。一方、前者の手法にもとづいて開発されたのが60口径57mm速射砲であり、陸上用（57 mm lv-akan m/54）および艦載用（57 mm akan M/50; SAK 60とも）が実用化された。艦載用については、スウェーデン海軍のほかフランス海軍やオランダ海軍でも採用された。

### 陸上用
陸上用対空砲（lvakan）モデルがm/54である。砲身は液冷式で、給弾は2発入りの挿弾子で行われ、発射速度は120発/分である。4輪式・牽引式の砲架の重量は8,100 kgである。
スウェーデン陸軍およびベルギー陸軍で採用されたが、地対空ミサイルによって代替され、運用期間は短かった。

### 艦載用
艦砲モデルがM/50であり、初期の砲は水冷式の砲身を用いていた。閉鎖機構はボフォースが伝統的に採用してきた垂直鎖栓式、自動機構は反動利用式である。自動装填装置にはスプリングで動作するラマーがあり、次弾の装填に用いられる。
搭載方法としては、開放式砲架を用いた単装砲と、密閉式砲塔を用いた連装砲が開発されたが、単装砲は製品化に至らなかったものと見られる。連装砲の砲塔は10mm厚の鋼鉄を素材としており、安定化されていた。
砲塔直下の甲板下に作業室、その下に弾倉が設置されており、それぞれホイストで連絡している。挿弾子は、まず下部ホイストで弾倉から作業室へと揚弾されたのち、砲塔から作業室内に伸びている上部ホイストに移され、砲塔内で自動装填装置に移される。発射速度は砲ごとに130発/分であった。砲塔ごとに10-12名の要員が配置されており、砲塔の総重量は31,000 kgであった（ホイストを含むが弾薬は含まない）。
なおフランス海軍は、一度は大型戦闘艦の短距離防空用としてボフォース 57mm砲を選定したものの、ボフォース社のオリジナルの連装砲はオーバースペックと考えて、独自にM1951連装砲を開発した。自動装填装置の基本構造は維持されているが揚弾機構が簡素化されており、砲塔の総重量は15,000 kgであった。

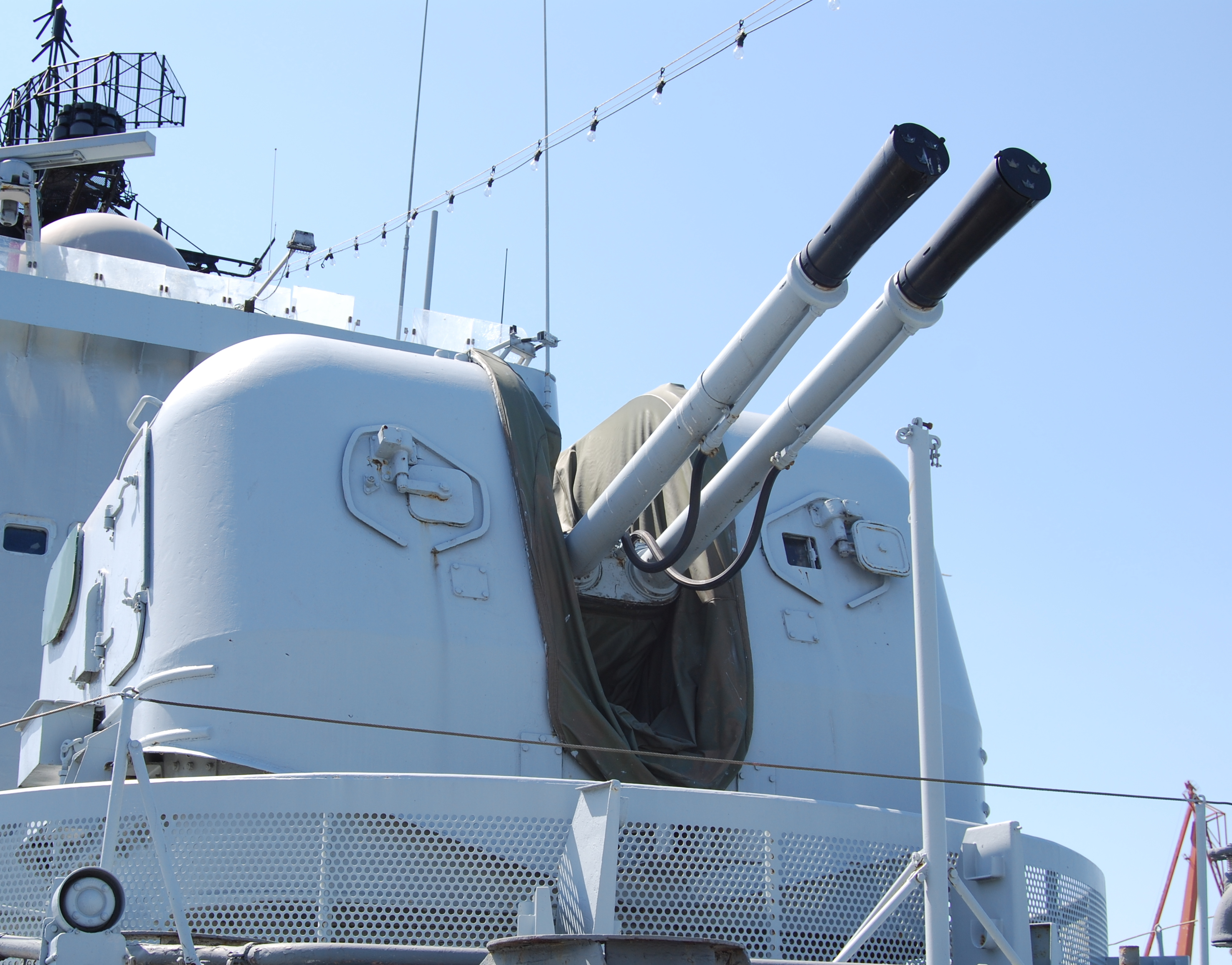
スウェーデン仕様の60口径57mm連装砲 (akan M/50)
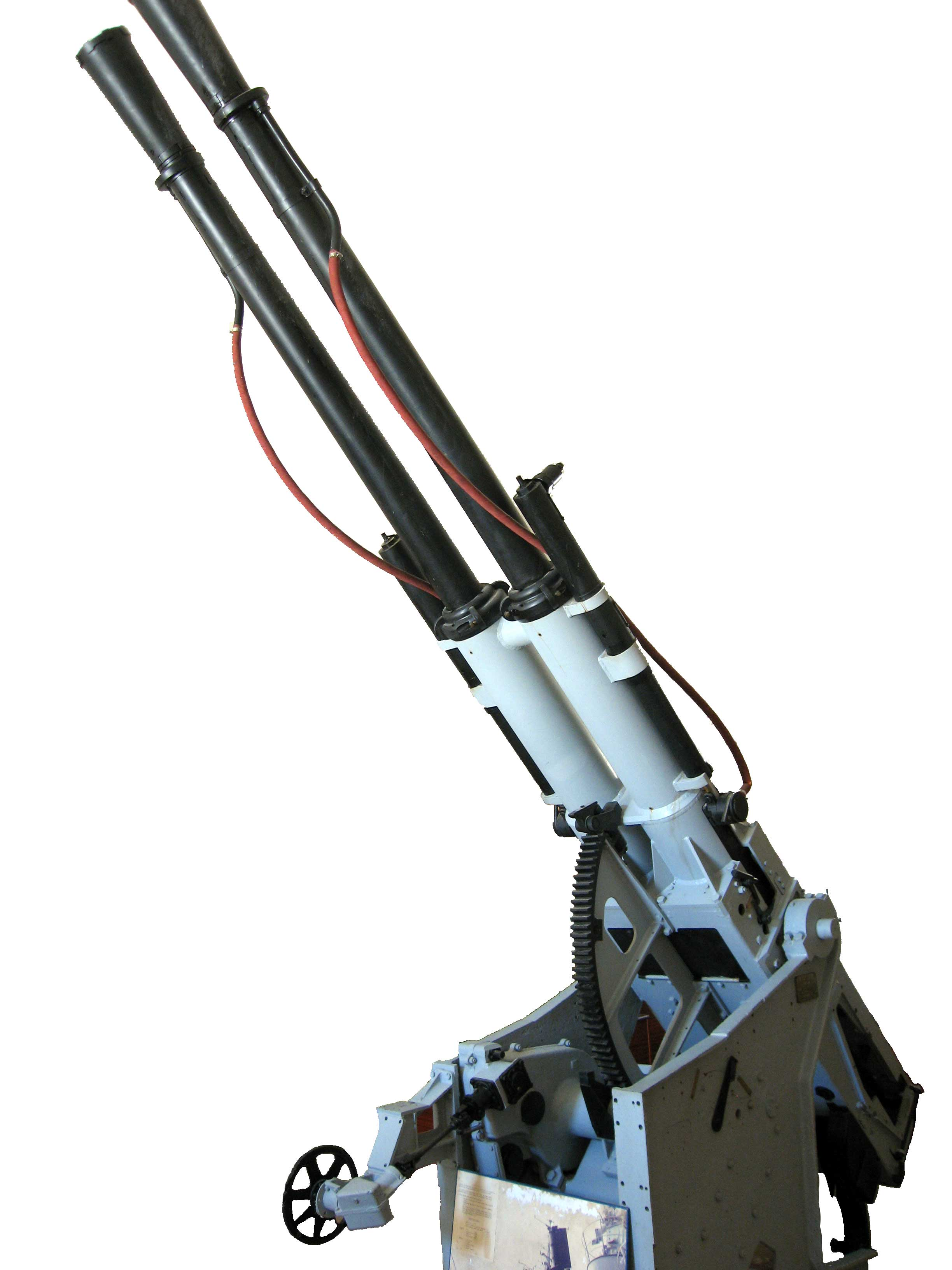
フランス仕様の60口径57mm連装砲 (modèle 1951)

## 70口径長モデル
1964年には、60口径57mm両用砲をベースとした魚雷艇用の両用砲の開発要求が発出された。これによって開発されたのが70口径57mm単装砲の最初のモデルであるMk 1で、1966年に制式化された。またその後、順次に改良が重ねられて、1981年にMk 2、1995年にMk 3が登場した。

### Mk 1

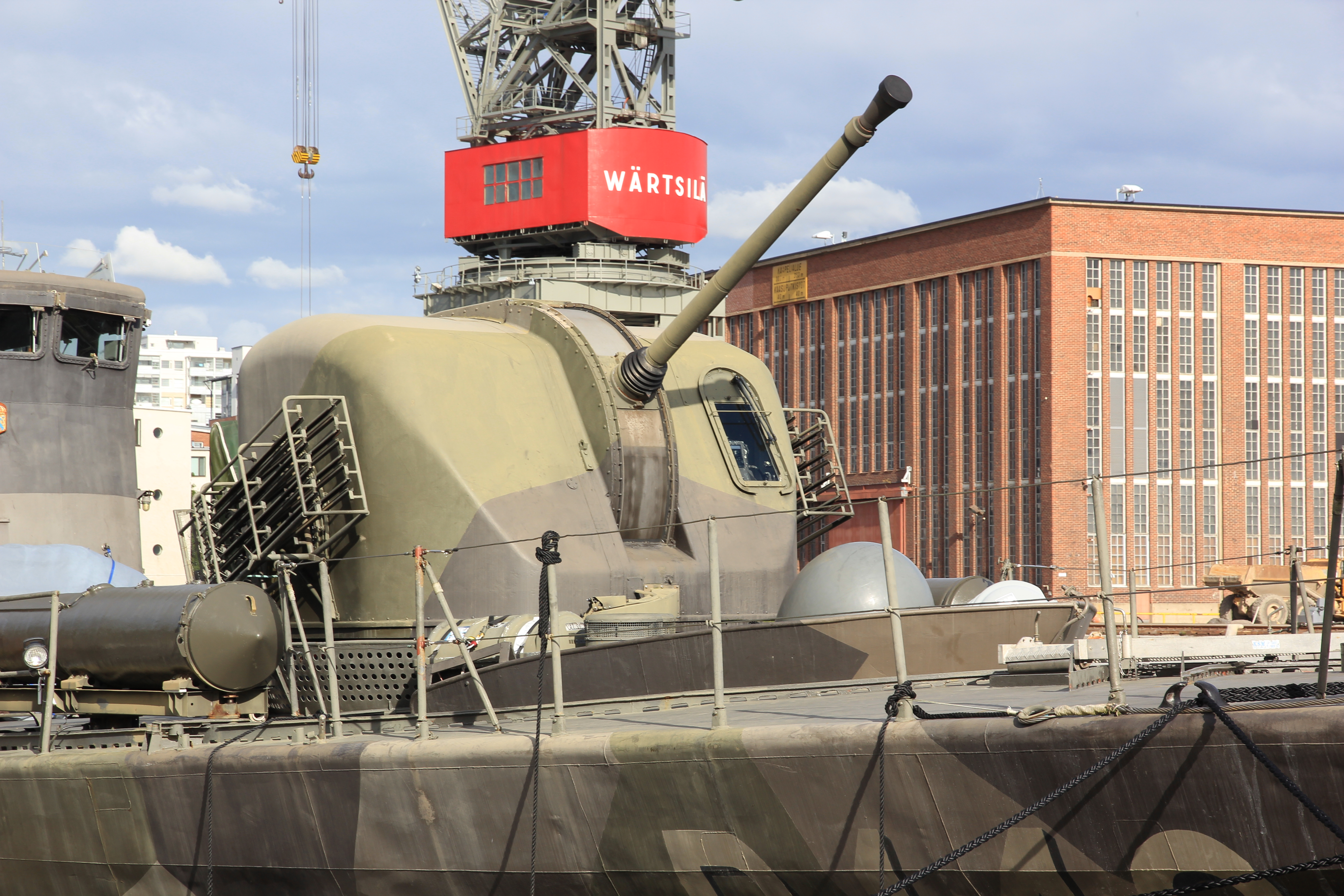
Mk 1（ノーショーピング級の搭載砲）

本砲は砲室内に人員の配置を要する有人砲で、砲手1名、装填手2名が配置されている。また、下部の弾薬庫には給弾手2名が配置されており、弾薬庫から揚弾筒への給弾、揚弾筒から砲室内の即応準備ラックへの給弾、即応準備ラックから砲尾弾倉への装填はすべて人力で行われる。
弾薬庫の給弾手は、2発ずつクリップに止められた砲弾を揚弾筒に給弾する。揚弾筒は2本あり、給弾された砲弾は砲室内、砲の尾部左右に配置された揚弾口から取り出され、砲室内の即応準備弾ラックに収納される。即応準備弾ラックは左右に2基ずつ、計4基があり、計32発を収納できる。従って、即応準備弾は128発である。砲の尾部には大型の箱型弾倉が設置されており、左右に配置された装填手は、2発ずつのクリップをラックから取り出し、水平状態で弾倉上部より装填する。砲弾は、対空用の近接信管弾と、対水上用の遅発信管弾があるが、いずれも砲弾全長は570mm、重量は5.9キログラムである。
砲室は強化プラスチック製の箱型で、側部には2インチ対潜ロケット弾の発射レールを設置することができる。砲の旋回・俯仰は電動油圧式である。この電動油圧装置は新型化されており、これによって砲身駆動機構の高速化（旋回：55度/秒、俯仰：20度/秒）および発射速度向上（200発/分）などが実現された。また熱対策のため砲身は水冷化された。
本砲の初の搭載例は、スウェーデン海軍のスピカI級高速魚雷艇であった。従来の魚雷艇の搭載する砲は40mm砲までであったが、スウェーデン海軍は、魚雷艇を砲艇としても運用するというコンセプトのもと、備砲の大型化を決定していた。また、優秀な運用成績から続くスピカII級、ヒュージン級にも搭載されたほか、海外にも輸出され、生産数は80基に達した。

### Mk 2

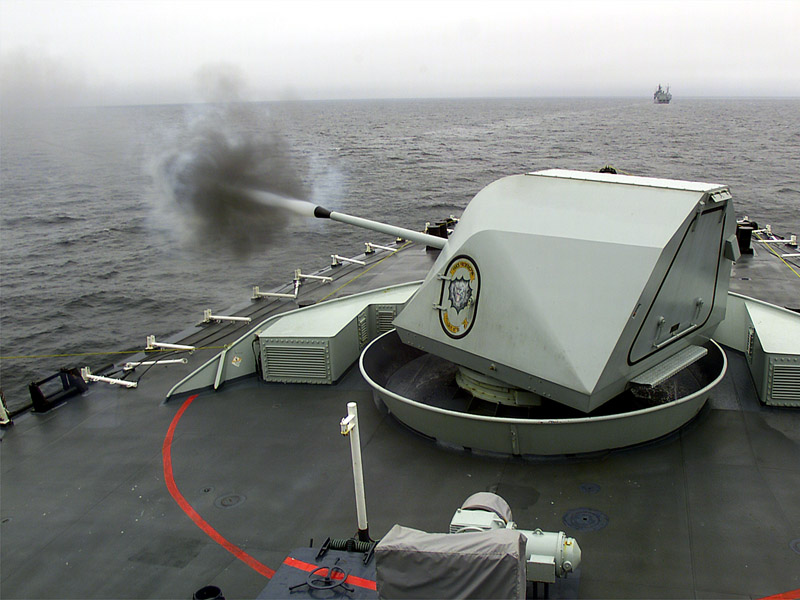
Mk 2（ハリファックス級の搭載砲）

Mk 2はMk 1の発展型であり、砲室内の完全無人化と、砲弾の改良による射程延伸と撃破効果の向上が主眼とされた。
弾薬庫内に2名の給弾手が配置され、2発ずつを2本の揚弾筒に給弾するところまでは同じだが、砲塔内の機構は完全に自動化されている。揚弾筒により砲室内に給弾された砲弾は、自動的に40度の装填角に押し上げられ、箱型弾倉に20発装填される。本砲はこの20発弾倉を左右の揚弾筒につきそれぞれ3個有しており、120発の即応準備弾を有することになる。また、給弾が2系統で行われることになるので、2種類の異なった弾種の砲弾を並行して射撃することができる。この機構によって発射速度は更に向上し、220発/分を実現した。また砲身は、従来の水冷ジャケットを廃止し、一体構造として水冷可能な方式に変更された。
本砲のために、対空用の近接信管弾と、対水上用の遅発信管弾とが新規開発された。対空弾（PFHE）は初速1,025メートル毎秒（1,200メートル毎秒との説もある）で、1,200個の金属ボールを内蔵している。一方、対水上弾（High-capacity extended-range, HCER）は初速950メートル/秒で、炸薬量を増すとともに射程を17,000メートルに延伸している（通常弾は15,000メートル）。遅発信管を用いているのは水上目標の鋼板を貫通して艦内で爆発するためで、約0度の入射角で12ミリ厚、約60度の入射角で8ミリ厚の鋼板を貫通することができる。砲そのものの発射速度の高さとあわせて、最初の30秒で敵艦に投射できる炸薬量の点で、100ミリ口径以下の艦砲としては最良であると称されている。
無人化によって、砲塔は大幅に小型・軽量化されたほか、設計面の配慮もあって、レーダー反射断面積（RCS）は10～20パーセント低下している。駆動機構には新型サーボ系を採用して照準誤差の縮小を図っており、特に対空射撃での精度向上に益している。

### Mk 3
Mk 3は、Mk 2をベースとして、40mmトリニティ機関砲の開発で得られた技術を適用するなど改良したものである。
最大の改良点が新型砲弾への対応である。PFHE弾を元に開発された3P（Pre-fragmented, Programmable, Proximity-fused: 調整破片・プログラム可能・近接信管）弾は、爆発のタイミングや破片の散布パターンなどを攻撃目標にあわせて選択できるようになっており、ボフォース社では「中口径砲用として初の多目的砲弾」と称している。また対水上用として、従来のHCER弾を元にベースブリード (Base bleed) 化して射程を21,000メートルに延伸したHCER-BB弾も開発された。これらの砲弾に対応して、発射諸元として重要な初速の測定のため、砲身の付け根に初速測定用レーダーの小型アンテナが取り付けられている。このような改正のため、マウント重量は若干増加した。
また、Mk 2と同様の通常型低体積砲塔に加え、新型のステルス砲塔も開発された。これは、射撃しないときには砲身に俯角をかけて砲塔内に格納するという思い切った手法によりRCSを更に低減するものである。

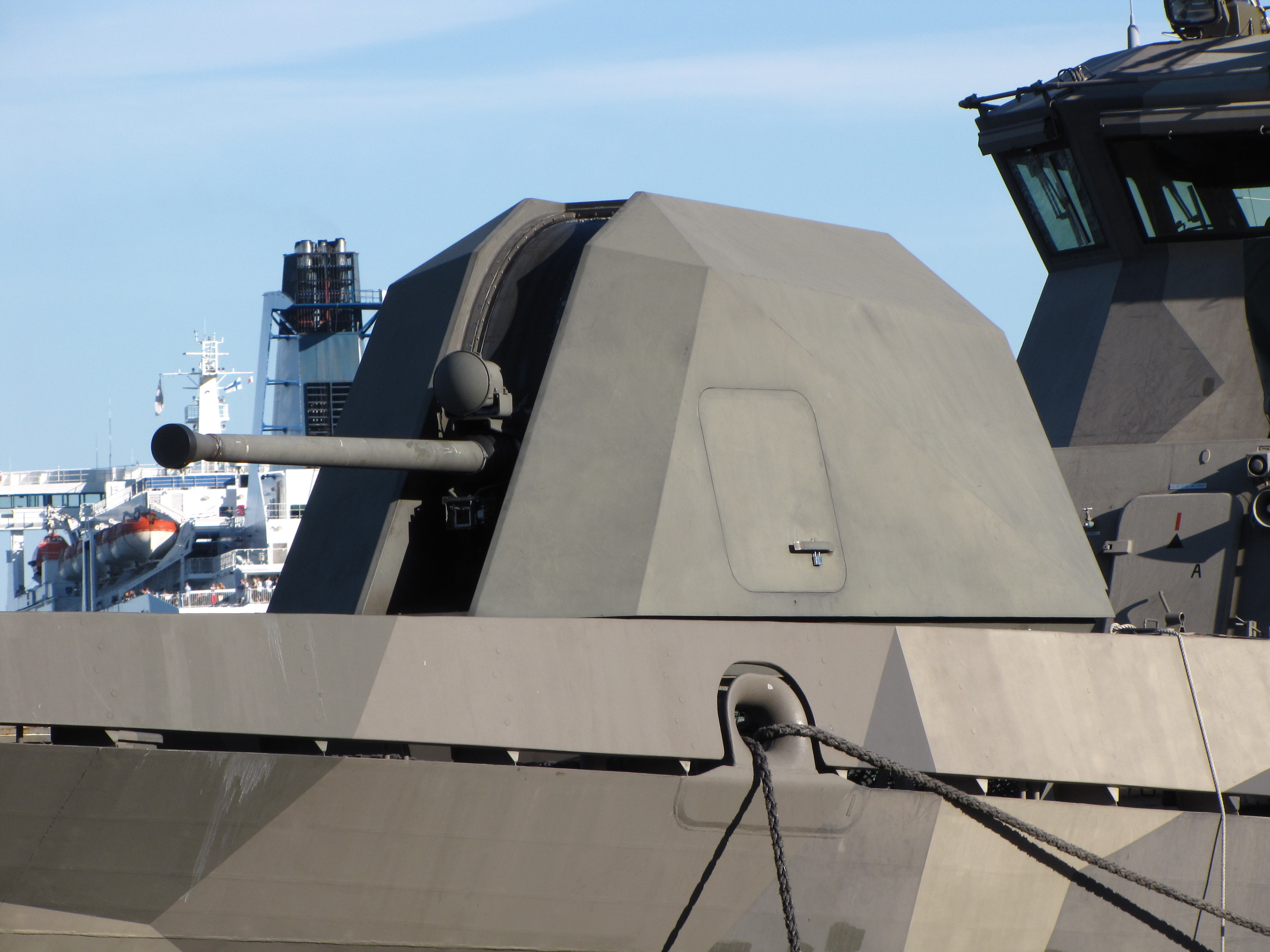
従来型砲塔（ハミナ級の搭載砲）
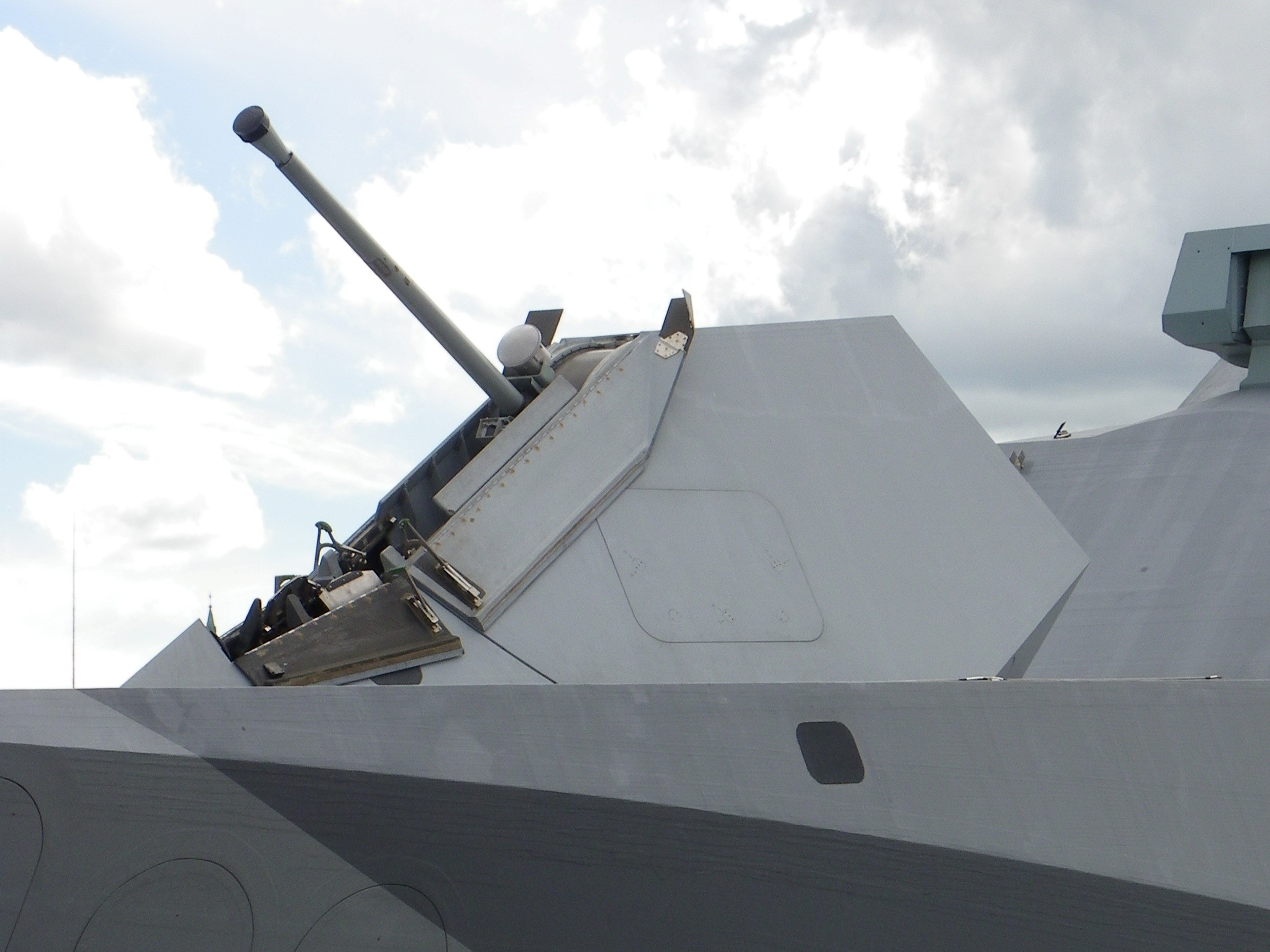
ステルス化砲塔（ヴィスビュー級の搭載砲）

### 諸元・性能
|              | Mk 1             | Mk 2              | Mk 3                 |
| ------------ | ---------------- | ----------------- | -------------------- |
| 口径         | 57 mm            | 57 mm             | 57 mm                |
| 砲身長       | 70口径           | 70口径            | 70口径               |
| マウント重量 | 6トン            | 6.5トン           | 7.5トン              |
| 駆動範囲     | 旋回：全周360度  | 旋回：全周360度   | 旋回：全周360度      |
| 駆動範囲     | 俯仰: -10～+75度 | 俯仰: -10～+75度  | 俯仰: -10～+77度     |
| 駆動速度     | 旋回：55度/秒    | 旋回：55度/秒     | 旋回：57度/秒        |
| 駆動速度     | 俯仰：20度/秒    | 俯仰：40度/秒     | 俯仰：44度/秒        |
| 発射速度     | 200発/分         | 220発/分          | 220発/分             |
| 最大射程     | 15,000 m         | 17,000 m (HCER弾) | 21,000 m (HCER-BB弾) |

|          | AGS       | H/PJ-45  | A-192M     | Mk45 Mod 4 | 127mm/54C  | Mk8 Mod 1  | Mle.68   | 76mm C/SR                   | Mk110      |
| -------- | --------- | -------- | ---------- | ---------- | ---------- | ---------- | -------- | --------------------------- | ---------- |
| 砲身数   | 単装      | 単装     | 単装       | 単装       | 単装       | 単装       | 単装     | 単装                        | 単装       |
| 口径     | 155 mm    | 130 mm   | 130 mm     | 127 mm     | 127 mm     | 113 mm     | 100 mm   | 76 mm                       | 57 mm      |
| 砲身長   | 62口径    | 70口径   | 70口径     | 62口径     | 54口径     | 55口径     | 55口径   | 62口径                      | 70口径     |
| 重量     | 106 t     | 50 t     | 24 t       | 28.924 t   | 37.5 t     | 26.4 t     | 22 t     | 12 t                        | 7.5 t      |
| 要員数   | 完全自動  | 不明     | 5名以下    | 6名        | 2-8名      | 給弾手2名  | 無人     | 給弾手3名                   | 完全自動   |
| 仰俯範囲 | +70°/ -5° | 不明     | +80°/ -15° | +65°/ -15° | +83°/ -15° | +55°/ -10° | +29°     | +85°/ -15°                  | +77°/ -10° |
| 旋回範囲 | 全周      | 不明     | 不明       | 340°       | 330°       | 340°       | 40°      | 全周                        | 全周       |
| 発射速度 | 10発/分   | 40発/分  | 30発/分    | 16-20発/分 | 45発/分    | 25発/分    | 78発/分  | 80発/分（C） 120発/分（SR） | 220発/分   |
| 冷却方式 | 水冷      | 水冷     | 不明       | 空冷       | 水冷       | 空冷       | 水冷     | 水冷                        | 水冷       |
| 最大射程 | 118,000 m | 29,500 m | 23,000 m   | 37,000 m   | 23,000 m   | 21,950 m   | 17,000 m | 18,400 m                    | 21,000 m   |

### 使用国と搭載艦艇
Mk 1
 スウェーデン海軍
- ハッランド級駆逐艦
- フギン級哨戒艇
- スピカ級魚雷艇（スウェーデン語版）
- ノーショーピング級魚雷艇

 ノルウェー沿岸警備隊
- ノールカップ級哨戒艦
- 哨戒艦「スヴァールバル」

 フィンランド海軍
- 機雷敷設艦「ポフヤンマー」
- ヘメンメア級機雷敷設艦
- ヘルシンキ級ミサイル艇

 オランダ海軍
- デ・ロイテル級巡洋艦

 クロアチア海軍
- Kralj 級ミサイル艇
- Končar 級ミサイル艇
- ヘルシンキ級ミサイル艇(RTOP-41 RTOP-42)

 モンテネグロ海軍
- Končar 級ミサイル艇

 アイルランド海軍
- 哨戒艦「エンヤ」

 バングラデシュ海軍
- Sea Dragon級 哨戒艦艇

 インドネシア海軍
- アンダウ級砲艇（FPB 57-I型）（インドネシア語版）[16]
- マンダウ級高速戦闘艇（英語版）（白鴎型派生型）

 マレーシア海軍
- 練習艦「ハン・トゥア」
- カスツーリ級フリゲート
- パルダマ級（チェコ語版）（コンバタント-II型）
- Handalan class（Spica-M）
- ジェロン級（英語版）（リュールセンTNC-45型[16]）

 シンガポール海軍
- シーウルフ級ミサイル艇（リュールセンTNC-45型[16]）

 タイ海軍
- プラーブパラパック級

Mk 2
 カナダ海軍
- ハリファックス級フリゲート

 インドネシア海軍
- パンドロン級砲艇（FPB 57-II型）（インドネシア語版）[16]

 マレーシア海軍
- レキウ級フリゲート

 スウェーデン海軍
- ストックホルム級コルベット
- イェーテボリ級コルベット

 メキシコ海軍
- ギアリング級駆逐艦[注 11]
- シエラ級哨戒艦（英語版）

Mk 3
 フィンランド海軍
- ハミナ級ミサイル艇

 スウェーデン海軍
- ヴィスビュー級コルベット

 メキシコ海軍
- シエラ級コルベット
- ドゥランゴ級哨戒艦

 ブルネイ海軍
- ダルサラーム級哨戒艦

 アメリカ海軍
- フリーダム級沿海域戦闘艦
- インディペンデンス級沿海域戦闘艦
- コンステレーション級ミサイルフリゲート

 アメリカ沿岸警備隊
- バーソルフ級カッター

 イギリス海軍
- 31型フリゲート